# فيكتور لينغ
فيكتور لينغ هو عالم كيمياء حيوية كندي، ولد في 16 مارس 1943 في الصين.